# مقبرة باب الساهرة
مقبرة باب الساهرة أو مقبرة الساهرة هي إحدى أشهر مقابر المسلمين في القدس، وكان يُطلق عليها سابقًا مقبرة المجاهدين، وهي من آثار صلاح الدين الأيوبي في القدس، كما تضم رفات عددٍ كبيرٍ من أعيان المسلمين والشهداء والعلماء، حيث سُميت «مقبرة المجاهدين»؛ لأنَّ عددًا من شهداء الفتح الصلاحي دفنوا فيها. تقع المقبرة عند سور المدينة من الشمال، وعلى بعد بضعة أمتار من باب الساهرة. تقع الزاوية الأدهمية أسفل مقبرة باب الساهرة، وهي عبارة عن كهف كبير، وحسب المصادر بأنها «تم تحويلها في 1361م إلى خان للسابلة ومضافة للفقراء على يد الأمير منجك الناصري».
ذكرها عبد الغني النابلسي في رحلته، فقال: «أنها تشتمل على قبور عدد كبير من الصالحين، وأنها واقعة فوق الزاوية الأدهمية»، وذكرها مجير الدين الحنبلي في كتابه «الأنس الجليل بتاريخ القدس والخليل» فقال «إنها البقيع الذي إلى جانب طور زيتا من جهة الغرب؛ وروي عن إبراهيم بن عبلة قوله: أنها هي التي أشير إليها في القرآن الكريم عند قول الله تعالى: فإذا هم بالساهرة». ذكرها أيضًا عجاج نويهض في كتاب «ستون عاما مع القفيلة العربية» حيث قال: «مقبرة باب الساهرة فريدةٌ في موقعها، فهي على رابية جميلة، ومنها تستطيع أن ترى جبل الطور وكثيرًا من القدس القديمة فضلًا عن باب الساهرة وسور القدس الشمالي، إذ إلى جنوب الرابية الطريق العام، طریق باب العمود - باب الساهرة ...».
تُعاني مقبرة باب الأسباط كغيرها من المقابر والمعالم الإسلامية في القدس من انتهاكاتٍ إسرائيلية تهدف إلى تهويد القدس.

## مدفونون فيها
- أمين العوري (1870–1948).[9][10]

## وصلات خارجية
- القدس على يوتيوب